# Anne Duden
Anne Duden (* 1. Januar 1942 in Oldenburg) ist eine deutsche Schriftstellerin.

## Leben
Anne Duden wuchs bis 1944 in Berlin auf, danach in Ilsenburg (Harz). 1953 siedelte ihre Familie in die Bundesrepublik über. Anne Duden machte ihr Abitur in Oldenburg und arbeitete als Buchhändlerin in Berlin. Ab 1964 studierte sie Germanistik, Soziologie und Philosophie an der Freien Universität Berlin.
1972 wurde sie Mitarbeiterin des Wagenbach-Verlags; als sich von diesem im darauffolgenden Jahr der Rotbuch Verlag abspaltete, gehörte sie zu den Mitbegründern. Seit 1978 lebt sie als freie Schriftstellerin in London und Berlin. 1987 war sie Gastprofessorin für Literaturwissenschaft an der Universität Hamburg, 1995/1996 hielt sie Poetikvorlesungen an der Universität Paderborn, 1996/1997 an der Universität Zürich. Anne Duden ist Mitglied der Deutschen Akademie für Sprache und Dichtung, des PEN Deutschland und korrespondierendes Mitglied der Akademie der Wissenschaften und der Literatur Mainz.
Anne Duden ist Verfasserin von Lyrik und Prosa, in denen es immer wieder um extreme Erfahrungen wie Gewalt, Schmerz, Angst, Verzweiflung und die Qual des Daseins geht. Sie bedient sich dabei zwar einer kühlen Darstellungsweise, aber auch einer sehr eigenwilligen, sperrigen Sprache; charakteristisch für den Stil der Autorin sind zahlreiche Neologismen.

## Werke
- Übergang, Berlin 1982
- Das Judasschaf, Berlin 1985
- Steinschlag, Köln 1993
- Wimpertier, Köln 1995
- Der wunde Punkt im Alphabet, Hamburg 1995
- Zungengewahrsam oder Der uferlose Mund des schreienden Schweigens, Paderborn 1996
- Lobreden auf den poetischen Satz, Göttingen 1998 (zusammen mit Robert Gernhardt und Peter Waterhouse)
- Hingegend, Lüneburg 1999, ISBN 978-3-933156-49-5.
- Zungengewahrsam, Köln 1999
- Heimaten, Göttingen 2001 (zusammen mit Lutz Seiler und Farhad Showghi)

### Übersetzungen
- Izaak Mansk: Rotkapuze, Düsseldorf 1985 (übersetzt zusammen mit Erich Fried)

## Auszeichnungen
- 1986 Kranichsteiner Literaturpreis
- 1992 Märkisches Stipendium für Literatur
- 1995 Floriana Literaturpreis
- 1996 Preis der LiteraTour Nord, Marburger Literaturpreis und Dedalus-Preis für Neue Literatur
- 1998 Berliner Literaturpreis und Hans-Reimer-Preis der Aby Warburg Stiftung
- 1999 Kunstpreis des Landes Niedersachsen für Literatur
- 1999/2000 Stipendium des Internationalen Künstlerhauses Villa Concordia in Bamberg
- 2000 Großer Literaturpreis der Bayerischen Akademie der Schönen Künste
- 2003 Heinrich-Böll-Preis.